# ユー・リマインド・ミー
「ユー・リマインド・ミー」（You Remind Me）はメアリー・J. ブライジのソロデビュー・シングル。1991年のコメディ映画『ストリクトリー・ビジネス』(Strictly Business)のサウンドトラック・アルバム『Strictly Business』からの2ndシングルとして1992年6月にシングル発売され、同年7月リリースの自身のデビュー・アルバム（1枚目のスタジオ・アルバム）『ホワッツ・ザ・411?』(What's the 411?)にも収録された。「リアル・ラヴ」と並ぶメアリー・J. ブライジの初期の代表曲である。
「ユー・リマインド・ミー」は、（シングル発売前から）13週間という約3か月間の長いチャート・インを経て1992年7月25日付のR&Bシングルチャートで1位を記録したが、その間、「I seen you before, baby.../You, you remind me of a love that I once knew/Is it a dream or is it déjà vu?」(以前どこかであなたに会ったことがある気がする/あなたを見ていると過去のどこかで恋した人のような気がして、これは錯覚なのか、それとも既視感？)と伸びやかに歌われるメアリーの、どこか憂いを帯びたアルトから醸し出されるある種危険な香りを持つ独特の歌唱スタイルが、全米をはじめとする世界のブラック・ミュージック・ファン（とりわけ男性ら）を惹きつけ、デビュー・アルバム『ホワッツ・ザ・411?』のリリースを待ち望む下地となった楽曲である。

## 楽曲構成
楽曲制作は、作詞をエリック・ミルティア、作曲をデイヴ"ジャム" ホールが行ない、プロデュースもデイヴ"ジャム" ホールが兼務し、キーボードやドラム演奏も担当している。ボーカル・アレンジは作詞のエリック・ミルティアが行ない、バック・ボーカルにはメアリー・J. ブライジの他、タビサ・ブライス、テリー・ロビンソンが参加している。  
サンプリングとしては、サビの部分のフレーズの「you remind me」という部分は、パトリース・ラッシェンとカレン・エヴァンスが作詞・作曲したパトリース・ラッシェン歌唱の1982年のメロウ・ナンバー「リマインド・ミー」(Remind Me)から採用されている。ビートなどには、マーリー・マールが制作したビズ・マーキーの1988年の曲「ピッキン・ブーガーズ」(Pickin' Boogers)をサンプリングしたとデイヴ"ジャム" ホールは語っている。

## リミックス・バージョン
再プロデュースともいえる「ユー・リマインド・ミー」のリミックスは、ショーン・パフィ・コムズのプロデュースにより、フィーチャリング・ラッパーに、ナイス&スムースのメンバーのグレッグ・ナイス(Greg Nice)を迎え、原曲と同じニューヨーク市のチョンキン・スタジオ(Chung King Studios)でレコーディングされた。
メアリーの素の笑い声や「Yo Puff」という呼びかけのセリフ、原曲と違うコーラスなども混じっているリミックス・バージョンのサンプリングには、スクーリー・ディーの1985年の曲「P.S.K. ホワット・ダズ・イット・ミーン?」(P.S.K. What Does It Mean?)と、パブリック・エナミーの1987年の曲「パブリック・エナミー No.1」(Public Enemy No.1)が使われ、ミュージック・ビデオも作られた。

## チャート記録

### 週間
| チャート(1992)                                                                        | 最高位 |
| ------------------------------------------------------------------------------------- | ------ |
| アメリカ「ホット100・シングルチャート」(Billboard Hot 100)                            | 29     |
| アメリカ「ホットR&B/ヒップホップ・シングルチャート」(Billboard Hot R&B/Hip-Hop Songs) | 1      |
| イギリス「全英シングルチャート」(UK Singles Chart)                                    | 48     |

### 年間
| チャート(1992)                                                                                | 位 |
| --------------------------------------------------------------------------------------------- | -- |
| アメリカ「年間ビルボードR&B/ヒップホップ・シングルチャート」(Billboard Hot R&B/Hip-Hop Songs) | 3  |

## 他の楽曲へのサンプリング
- ザ・ロックス（英語版）の「リメンバー feat. セヴン・ストリーター（英語版）」(Remember feat. Sevyn Streeter) - 2014年
- チェイス・N. キャッシュ（英語版）の「リマインド・ミー feat. ニーガス（英語版）」(Remind Me feat. Negus) - 2017年